# Sebastian Göbel
Sebastian Göbel (* 26. Dezember 1628 in Dresden; † 12. September 1685 im Kloster Berge) war ein deutscher evangelischer Theologe und Abt des Klosters Berge bei Magdeburg.

## Leben
Sebastian Göbels Vater Johann Göbel war Kaufmann in Dresden und später Erbherr zu Dehlitz (Saale), seine Mutter war die Tochter des Dresdener Ratsherren Kohl. Er genoss eine Schulausbildung in Dresden. Ab 1647 studierte er in Leipzig und Wittenberg. In Leipzig promovierte er zum Magister der Philosophie. Im Jahr 1655 wurde er zum Sonnabendsprediger an der Leipziger Nikolaikirche berufen.
Im September 1659 wurde er als Konventual in das Kloster Berge aufgenommen, das zu diesem Zeitpunkt keinen Abt hatte. Die Wahl des Abtes erfolgte am 2. Januar 1660, wobei sich Göbel gegen vier andere Bewerber durchsetzen konnte. Er nahm die Wahl unter der Bedingung an, dass er die bisherigen Rechte des Amtes ausüben könne und keine Neuerungen erfolgen würden. Vorausgegangen waren Diskussionen über den Fortbestand des Klosters und Änderungen rechtlicher Regelungen. Vom Administrator August wurde die Wahl am 16. Januar 1660 bestätigt.
Göbel erließ neue Statuten für den Konvent des Klosters. Die aus 15 Artikeln bestehenden Statuten wurden am 21. Juli 1662 durch den Administrator bestätigt. Vor allem war Göbel jedoch gleich nach dem Amtsantritt mit dem Wiederaufbau der im Dreißigjährigen Krieg zerstörten Klosteranlagen beschäftigt. Zunächst entstand ein Pfarrhaus, dann die Kirche, die Prokuratur und die daran angrenzenden Ställe. Die Abtei erhielt ein neues Dach und es wurde eine Gaststube eingerichtet. 1667 wurde das Hauptgebäude wieder eingedeckt.
Auf Wunsch der Landstände richtete er eine Schule im Kloster ein. 1666 sorgte er dafür, dass die Entscheidung, wer in der Klosterschule aufgenommen wird, dem jeweiligen Abt und nicht den Prälaten oblag.
Göbel war ab 1665 in einen Rechtsstreit verwickelt, in dem die Konventualen Rathard German und Magister Johann Gottfried Nitner gegen ihn beim Domkapitel Magdeburg Klage erhoben. Sie warfen ihm vor, dass er sie am Abend des 23. August 1665 beide geschlagen habe. Anlass war der Schüler Olearius, Sohn des hallischen Oberhofpredigers Olearius, der herumgeschrien habe, worauf der Abt, nur mit dem Hemd bekleidet, aus seiner Kammer kam und die Kläger geschlagen habe. Göbel verteidigte sich damit, dass German in der Vergangenheit Schüler schon gefährlich geschlagen habe, so dass er eingriff. Letztlich konnte sich Göbel gegen German juristisch durchsetzen.

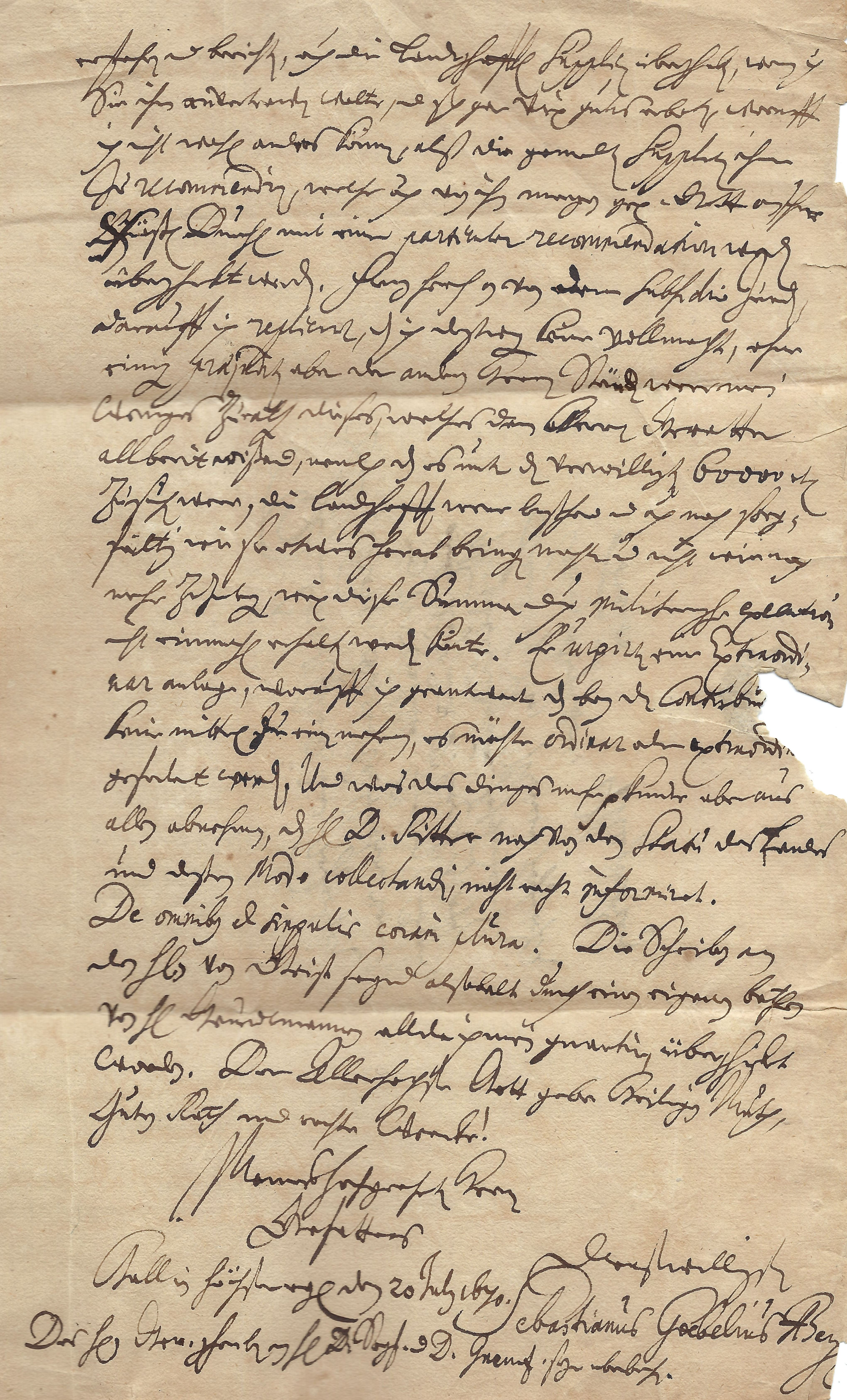
Brief Göbels an Georg Seiffarth aus dem Jahr 1670

Sebastian Göbel verfasste mehrere theologische Werke. 1677 wurde er in Jena Doktor der Theologie. Er erhielt auch den Titel als Geheimrat des Herzogtums Magdeburg und wurde Mitglied der Kommission, die mit der Inspektion der Kirchen und Schulen im Magdeburger Land befasst war.
Zum 100-jährigen Jubiläum der Konkordienformel veranstaltete er am 30. Mai 1677 im Kloster eine Feier. Auch 1680 wurde der Anlass festlich begangen.
Göbel richtete eine Bibliothek ein. Der Landsyndikus Georg Seiffarth steuerte einige Bücher aus dem Nachlass des Propstes des Klosters Unser Lieben Frauen Malsius zur Bibliothek bei. 1685 stiftete Göbel auch seine private Bibliothek der Klosterbibliothek. 100 Taler schenkte Göbel dem Waisenhaus in Magdeburg.
Nach seinem Tod am 12. September 1685 fand die Beisetzung am 24. September 1685 statt. Die Leichenrede hielt der Klosterprediger Johann Hahn, die Trauerrede der königliche Rat und Syndikus Dr. Leyser. Seine alleinige Erbin war seine Schwester Anna Dorothea Tanner, Ehefrau des Dresdener kurfürstlich-sächsischen Konsistorialrats Dr. Nicolai.

## Werke
- Memorator Votivus, 1660 (mit Johann Frentzel)
- Henrici Meibomii Chronicon Bergense, 1669 (mit Heinrich Meibom)
- Methodologia homiletica, Leipzig 1672 (gedruckt auf Kosten des Magdeburger Buchhändlers Lüderwald)
- Enucleatio Catechismis b. Lutheri in usum iuventutis maxime subditorum coenobii Bergensis
- de fide viva et non solitaria